# Marton Csokas
Marton Csokas (Invercargill, 30 de junho de 1966) é um ator neozelandês. Ele é mais conhecido por seus papeis nas trilogia The Lord of the Rings e na série Xena: Warrior Princess.

## Biografia

### Vida Pessoal
Marton Csokas (Cho-Kah) nasceu em Invercargill, Nova Zelândia, filho de mãe neozelandesa de ascendência irlandesa e dinamarquesa e pai húngaro. Começou a estudar História e arte na universidade de Cantebury, antes de ser transferido para a New Zealand Drama School, de arte e drama, graduando-se em 1989. Marton mora em Los Angeles, Califórnia.

### Carreira
Marton iniciou sua carreira na televisão neozelandesa em 1992, mas foi revelado internacionalmente pela série Xena: A Princesa Guerreira, onde participou de vários episódios como o guerreiro Borias. Outros filmes estrelados foram The Lord of the Rings lançado em 2001 no papel de Celeborn, Triplo X, Chuva de Verão, A Linha do Tempo, Garage Days, Cruzada, A Supremacia Bourne e mais recentemente em Aeon Flux e O Grande Ataque.
Entre seus projetos está o filme Romulus, Meu Pai, que foi filmado na Austrália, com Eric Bana e Franka Potemte.

### Prêmios
Em 2007, ganhou o prêmio de melhor ator coadjuvante por seu papel no filme Romulus, Meu Pai.

## Filmografia

### Ator
- Voice From Stone (2017)
- Burn Your Maps (2016)
- The Equalizer (2014)
- Noah (2014)
- The Amazing Spider-Man 2 (2014)
- Sin City: A Dame to Kill For (2013)
- Abraham Lincoln: Vampire Hunter (2011)
- Dream House (2011)
- The Debt (2010)
- L'Âge de raison (2010)
- South Solitary (2010)
- L'Arbre (2010)
- Alice no País das Maravilhas (2010)
- Romulus, My Father (2007)
- Æon Flux (2005)
- The Great Raid (2005)
- Kingdom of Heaven (2005)
- Asylum (2005)
- The Bourne Supremacy (2004)
- Evilenko (2004)
- The Lord of the Rings: The Return of the King (2003)
- Timeline (2003)
- Kangaroo Jack (2003)
- Garage Days (2002)
- xXx (2002)
- Star Wars Episódio II: Ataque dos Clones (2002)
- Xena: Warrior Princess (1997-2001)
- Rain (2001/2003)
- The Lord of the Rings: The Fellowship of the Ring (2001)
- Cleopatra 2525 (2001)
- The Farm (2001)
- The Lost World (2000)
- The Monkey's Mask (2000)
- The Three Stooges (2000)
- Farscape (2000)
- Accidents (2000)
- Water Rats (1999)
- Wildside (1999)
- All Saints (1999)
- Halifax f.p: Swimming with Sharks (1999)
- Hurrah (1998)
- Broken English (1996)
- Hercules: The Legendary Journeys (1996)
- Chicken (1996)
- Twilight of the Gods (1995)
- Shortland Street (1992)
- Leonard Rossi-Dodds (1994-1996)
- A Game with No Rules (1994)
- Jack Brown Genius (1994)
- The Ray Bradbury Theater (1992)

### Ele mesmo
- Colors of the Crusade (2006)
- The Path to Redemption (2006)
- Creating a World: Aeon Flux (2006)
- Kingdom of Heaven: Interactive Production Grid (2005)
- xXx: A Filmmaker's Diary (2003)

### Arquivo Fotográfico
- Happy Birthday 2 You (2000)
- Xena: Warrior Princess (1998)